# 横山久美子
横山 久美子（よこやま くみこ、1972年4月7日 - ）は、日本、新潟県妙高高原町（現在の妙高市）出身の元クロスカントリースキー選手。父は元クロスカントリー選手・指導者でトリノパラリンピックのコーチ兼ワックス技術者であった横山久雄、妹は元クロスカントリースキー選手の横山寿美子。

## 略歴
新潟県立新井高等学校－松蔭女子短期大学－昭和電機－守谷商会－セコム上信越。2002年8月に現役引退し2003年9月にオーストリア人男性と結婚、ラムサウ在住。

## 主な成績
- 1990年全日本スキー選手権10kmフリー優勝
- 1995年国民体育大会成年女子A組優勝
- 1997年世界選手権5kmクラシカル58位、15kmフリー23位、複合42位
- 1998年長野オリンピック5kmクラシカル50位、15kmクラシカル34位、複合46位、30kmクラシカル39位、リレー10位
- 1999年世界選手権15kmフリー47位、30kmクラシカル43位